# Dubowy Las
Dubowy Las (biał. Дубовы Лес, ros. Дубовый Лес) – wieś na Białorusi, w obwodzie mińskim, w rejonie mińskim, w sielsowiecie Michanowicze.